# Bekim Balaj
Bekim Balaj (* 11. leden 1991 Skadar) je albánský profesionální fotbalista, který hraje na pozici útočníka za albánský klub Vllaznia a za albánský národní tým.
V České republice působil v letech 2012 až 2015, hrál za Spartu a za Slavii. Dále působil na klubové úrovni v Albánii, Turecku, Polsku, Chorvatsku a Rusku.

## Klubová kariéra
Svoji fotbalovou kariéru začal ve Vllaznii, kde se v roce 2009 propracoval přes všechny mládežnické kategorie do prvního týmu. V roce 2010 zamířil na své první zahraniční angažmá do tureckého Gençlerbirliği. Po skončení ročníku se vrátil do Albánie, kde se domluvil na kontraktu s SK Tirana.

### AC Sparta Praha
Před sezonou 2012/2013 zamířil do Sparty, kde podepsal tříletý kontrakt.

#### Sezóna 2012/13
První ligový gól v dresu Sparty vstřelil 12. srpna 2012 během 3. kola ve 13. minutě utkání proti 1. FC Slovácko, Sparta vyhrála venku 4:1. Druhý přidal 2. září 2012 v ligovém utkání 6. kola proti Hradci Králové, byl to zároveň vítězný gól (Sparta vyhrála doma 1:0). Potřetí se trefil v domácím ligovém duelu (15. kolo) 17. listopadu 2012 proti Teplicím, v 84. minutě zařídil výhru 1:0 dorážkou odraženého míče od břevna, který skočil za brankovou čáru po střele Jiřího Jarošíka. Rozhodčí nechali pokračovat ve hře a Balaj se dostal ke své dorážce hlavou. Předtím v zápase spálil několik slibných šancí. Sparta si tak s 30 body v lize udržela jednobodovou ztrátu na vedoucí Plzeň.
V základní skupině I Evropské ligy 2012/13 (kam se probojovala z předkol) byla Sparta Praha přilosována k týmům Olympique Lyon (Francie), Ironi Kirjat Šmona (Izrael) a Athletic Bilbao (Španělsko). V prvním utkání Sparty 20. září 2012 proti domácímu Lyonu střídal Balaj na hřišti v 84. minutě Josefa Hušbauera, pražský klub podlehl soupeři 1:2. 4. října 2012 vstřelil v Evropské lize 2012/13 druhý gól Sparty (ve 40. minutě) proti španělskému klubu z Baskicka Athletic Bilbao, finalistovi soutěže z minulého ročníku 2011/12. Po přetaženém centru z pravé strany hlavičkoval do jednoho z bránících hráčů soupeře, od něhož se míč odrazil za záda brankáře Iraizoze. Domácí Sparta Praha zvítězila 3:1 a připsala si první 3 body do tabulky základní skupiny I. 25. října 2012 hrál v zápase s izraelským týmem Ironi Kirjat Šmona od 62. minuty, střídal na hřišti Léonarda Kweukeho. Sparta Praha si připsala další tři body za výhru 3:1, s celkovými 6 si upevnila druhé místo v tabulce základní skupiny za Lyonem. 8. listopadu 2012 v odvetě s Ironi Kirjat Šmonou v Izraeli (hrálo se na stadionu v Haifě) nastoupil v 79. minutě na hřiště (opět za Kweukeho) a byl u konečné remízy 1:1. V posledním zápase základní skupiny I proti Bilbau 6. prosince 2012 naskočil do závěru utkání, díky remíze 0:0 pražský celek získal ve skupině celkem 9 bodů (postup z druhého místa si zajistil již v předchozím kole díky domácí remíze 1:1 s Lyonem).
Pražský klub v zimní přestávce 2012/13 posílili útočníci David Lafata a Roman Bednář, Bekim Balaj se tak přesunul do rezervního týmu.

### Jagiellonia Białystok (hostování)
Před sezonou 2013/14 odešel na roční hostování s případnou opcí na přestup do polského klubu Jagiellonia Białystok, kde se mu vydařil vstup do sezóny, ve 4 ligových zápasech vstřelil 3 branky. Po sezoně 2013/14 se vrátil do AC Sparta Praha, Jagiellonia nevyužila výkupní opci. Celkem vstřelil v Ekstraklase (polské nejvyšší lize) sedm branek.

### SK Slavia Praha
Do kádru Sparty se po návratu neprosadil a v červenci 2014 přestoupil do týmu SK Slavia Praha, kde podepsal dvouletou smlouvu s následnou opcí na její prodloužení. Za Slavii debutoval v soutěžním zápase 26. července 2014 v prvním ligovém kole na hřišti 1. FC Slovácko (výhra 2:1), v 77. minutě vstřelil vítězný gól.

### HNK Rijeka
V lednu 2015 přestoupil do chorvatského týmu HNK Rijeka, kde měl nahradit útočníka Andreje Kramariće odcházejícího do Leicester City FC.

### Terek Groznyj
V létě 2016 přestoupil do ruského klubu Terek Groznyj.

## Reprezentační kariéra
V národním A-mužstvu Albánie debutoval v přátelském utkání 14. listopadu 2012 proti Kamerunu (hrálo se ve švýcarské Ženevě). Nastoupil na hřiště v 77. minutě, Albánie remizovala s Kamerunem 0:0. Svůj první gól za národní tým vstřelil 7. září 2014 při svém pátém reprezentačním startu domácímu Portugalsku v úvodním utkání kvalifikace na EURO 2016. Tímto vítězným gólem zařídil Albánii výhru 1:0.
V zápase Srbsko - Albánie 14. 10. 2014 v kvalifikaci na EURO 2016 v Bělehradu byl jedním z protagonistů vzniklé šarvátky. Zápas se nedohrál, byl předčasně ukončen před koncem prvního poločasu za stavu 0:0. Nad hřištěm se objevila dálkově řízená minikvadrokoptéra (dron) se zavěšenou vlajkou s mapou tzv. Velké Albánie. Poté, co ji srbský fotbalista Stefan Mitrović stáhl dolů, se albánští hráči na něj vrhli a strhla se šarvátka. Na hřiště pronikli i diváci a zápas byl po 30 minutách čekání předčasně ukončen.

Italský trenér albánského národního týmu Gianni De Biasi jej vzal na EURO 2016 ve Francii. Na evropský šampionát se Albánie kvalifikovala poprvé v historii.